# Rajgarh (thakurat)
|  | Aquest article tracta sobre sobre el thakurat garantit de Malwa. Si cerqueu sobre el principat de l'agència de Bhopal, vegeu «Rajgarh». |

Rajgarh fou un estat tributari protegit, del tipus thakurat garantit, inicialment a l'agència de Bhopawar i després a l'agència de Malwa, a l'Índia central. La superfície era de 52 km² i la població de 682 habitants el 1901 (el 1881 eren 706). Tenia uns ingressos estimats de 5.000 rúpies. Rebia certs pagaments de Holkar (Indore) i Dhar a condició de mantenir els camins lliures de lladres, responent de tots els robatoris a les comarques convingudes. El principat estava format només per dos pobles: Rajgarh (amb una fortalesa a un turó) i Dhal.
El sobirà portava el títol de bhúmia i era un bhilala. El territori fou concedit a Rao Nanaji el 1561 i un descendent fou reconegut jamadar bhúmia hereditari el 1830. El principat fou reconegut a Chain Singh pel govern britànic per sanad de 18 de març de 1871. Ratan Singh va morir el 1930 i el va succeir el darrer sobirà, el seu nebot Ram Singh.